# Anes Haurdić
Anes Haurdić (1º marzo 1990) è un ex calciatore bosniaco, di ruolo centrocampista.